# 分工
分工是任何經濟系統或組織中的任務分離，以便參與者可以專業化（specialisation）。個人、組織和國家被賦予或獲得專門的能力，並形成組合或交易以利用除自己的能力之外的其他人的能力。專業能力可能包括設備或自然資源以及技能和培訓，這些資產的組合通常很重要。例如，個人可以通過獲取工具和有效使用它們的技能來實現專業化，就像組織可以通過獲取專業設備和僱用或培訓熟練的操作員來實現專業化一樣。分工是貿易的動力，是經濟相互依存的源泉。
從歷史上看，勞動分工的增加與總產出和貿易的增長、資本主義的興起以及工業化過程的日益複雜有關。在古代蘇美（美索不達米亞）文化中已出現分工的概念和實施，其中一些城市的工作分配與貿易和經濟相互依存度的增加相吻合。分工通常也提高了生產者和個體工人的生產力。
新石器時代革命後，畜牧業和農業帶來了更可靠和豐富的糧食供應，從而增加了人口並導致勞動力專業化，包括新的工匠、戰士和精英階層的發展。工業化進程和工業革命時代的工廠進一步推動了這種專業化。因此，許多古典經濟學家以及一些機械工程師，如查爾斯·巴貝奇（Charles Babbage）都是分工的支持者。此外，讓工人執行單一或有限的任務消除了培訓工匠所需的長時間培訓，取而代之的是薪水較低但生產力更高的非技術工人。
分工是合作的一個要素，主要描述人與人之間分工的過程。在比喻意義上，該術語也適用於其他生物或系統的活動或行為。基於分工結構的例子有：
- 生物學：多細胞生物的生理運作、螞蟻或蜜蜂等昆蟲的群體運作模式
- 人類：家庭、企業、種姓、經濟、供應鏈、組織 (社會科學)
- 技術：單晶片

分工需要協調。分工導致個體行為者的互相依賴。分工創造效益。在人類的工業社會中，通過專業化的勞動分工非常明顯並且不斷多樣化。

## 提高效率的因素
早在18世纪，亚当·斯密在其著作《国富论》中就已观察到分工对于手工业生产效率的提高。他将效率提高的原因归结于三点：
- 熟练程度的增加。当一个工人单纯地重复同一道工序时，其对这道工序的熟练程度会大幅增加。表现为产量和品质的提高。
- 如果没有分工，由一道工序转为另一道工序时会损失时间，而分工避免了这中间的损失。
- 由于对于工序的了解和熟练度的增加，更有效率的机械和工具被发明出来，从而提高了产量。

现代社会对于的产业链的分工更为细化和专业化，从原料到成品的生产更有效率。